# Hernandez (wrestler)
Shawn Hernandez (Houston, 11 febbraio 1973) è un wrestler statunitense.
Ha lottato nella Total Nonstop Action Wrestling/Impact Wrestling, ed ha fatto parte, assieme a Homicide, della stable Latin American Xchange o più semplicemente LAX. Attualmente fa parte della stable Mexican America insieme ad Anarquia. Ha anche lottato nelle federazioni del circuito indipendente ed in particolare nella Ring of Honor ed in Giappone.
Hernandez ha detenuto con Homicide il titolo NWA World Tag Team Championship ed il TNA World Tag Team Championship. Ha combattuto in coppia anche con Matt Morgan ed insieme a lui ha conquistato per la seconda volta il titolo TNA World Tag Team Championship. Il 18 agosto 2011 nella puntata di Impact ha vinto per la terza volta il titolo di coppia assieme ad Anarquia.
Hernandez e Anarquia perdono il titolo di coppia contro Crimson e Matt Morgan in una puntata di Impact.
Ritorna il 22 marzo 2012 in coppia con Anarquia ed affronta i campioni di tag team Magnus e Samoa Joe, perdendo.
Il 5 aprile a IMPACT! in coppia con Anarquia, perde contro i Motorcity Machine Guns.

## Personaggio

### Mosse finali
- Border Toss/Mega Bomb (Crucifix powerbomb)

## Titoli e riconoscimenti
Extreme Texas Wrestling
- ETW Texas Championship (1)

Full Effect Wrestling
- FEW Heavyweight Championship (1)

International Wrestling Association
- IWA World Tag Team Championship (1) - con Homicide

Jersey All Pro Wrestling
- JAPW Tag Team Championship (1) - con Homicide

NWA Florida
- NWA National Heavyweight Championship (1)

NWA Southwest
- NWA Texas Heavyweight Championship (3)

NWA Wildside
- NWA North American Heavyweight Championship (1)
- NWA Wildside Heavyweight Championship (1)

River City Wrestling
- RCW Heavyweight Championship (1)

Texas All-Star Wrestling
- TASW Heavyweight Championship (1)
- TASW Tag Team Championship (1) - con Ministuff
- TASW Hardcore Championship (1)

Texas Wrestling Entertainment
- TWE Heavyweight Championship (1)

XCW Wrestling
- XCW Heavyweight Championship (1)
- XCW TNT Championship (1)

Pro Wrestling Illustrated
- 55º tra i 500 migliori wrestler singoli nella PWI 500 (2011)

Total Nonstop Action Wrestling
- NWA World Tag Team Championship (2) - con Homicide
- TNA World Tag Team Championship (5) - con Chavo Guerrero Jr. (2), con Homicide (1), Matt Morgan (1) e Anarquia (1)
- Deuces Wild Tag Team Tournament (2008) - con Homicide